# روان‌پزشک
روان‌پزشکی علمی است که به بررسی، تشخیص و درمان اختلالات روانی می‌پردازد. این علم با بررسی رفتار، عملکرد شناختی و عوامل مرتبط با ساختار روانی فرد، به دنبال درک بهتر از بیماری‌های روانی و رفع آن‌ها می‌باشد.
روان‌پزشک یک پزشک است که در رشته روان‌پزشکی متخصص شده‌است. روان‌پزشکی شاخه ای از پزشکی است که به تشخیص، پیشگیری، مطالعه، و درمان اختلالات روانی اختصاص دارد. روانپزشکان دکترای پزشکی دارند و بیماران را ارزیابی می‌کنند تا مشخص کنند که آیا علائم آنها در نتیجه یک بیماری جسمی، ترکیبی از بیماری‌های جسمی و روانی است یا تنها روانی است. یک روان‌پزشک معمولاً در یک تیم چند رشته‌ای کار می‌کند که ممکن است شامل روانشناسان بالینی، مددکاران اجتماعی، کاردرمانگران و پرسنل پرستاری باشد. روانپزشکان آموزش گسترده‌ای در رویکرد زیستی روانی-اجتماعی برای ارزیابی و مدیریت بیماری‌های روانی می‌بینند.
به عنوان بخشی از روند ارزیابی بالینی، روانپزشکان از معاینه وضعیت روانی، معاینه بدنی، تصویربرداری عصبی مانند سی تی اسکن (CT)، تصویرسازی تشدید مغناطیسی (MRI)، یا برش نگاری با گسیل پوزیترون (PET)، و آزمایش خون استفاده می‌کنند. روانپزشکان برای درمان اختلالات روانی از رویکردهای دارویی، روان درمانی یا سایر مداخلات استفاده می‌کنند.

## فوق تخصص‌ها
رشته روان‌پزشکی دارای فوق تخصص‌های (همچنین به عنوان فلوشیپ شناخته می‌شوند) بسیاری است که نیاز به گذراندن دوره‌های آموزشی اضافی دارند. در آمریکا این موارد شامل موارد زیر است:
- نوروفیزیولوژی بالینی
- روان‌پزشکی قانونی
- روان‌پزشکی اعتیاد
- روان‌پزشکی کودک و نوجوان
- روان‌پزشکی سالمندان
- آسایشگاه و پزشکی تسکینی
- مدیریت درد
- پزشکی روان تنی (که به آن روان‌پزشکی مشاوره-رابط نیز گفته می‌شود)
- پزشکی خواب
- پزشکی ضربه مغزی

علاوه بر این، سایر تخصص‌های موجود عبارتند از:
- روان‌پزشکی بین فرهنگی
- روان‌پزشکی اضطراری
- اختلال یادگیری
- اختلال عصبی تکوینی
- اختلالات شناختی همانند انواع مختلف زوال عقل
- روان‌پزشکی بیولوژیک
- روان‌پزشکی جامعه نگر
- بهداشت روان جهانی
- روان‌پزشکی نظامی
- روان‌پزشکی اجتماعی
- روان‌پزشکی ورزشی

برخی از روانپزشکان در کمک به گروه‌های سنی خاص تخصص دارند. روان‌پزشکی کودک و نوجوان حوزه شغلی است که در زمینه پرداختن به مشکلات روانی با کودکان، کار می‌کند. روانپزشکان متخصص روان‌پزشکی سالمندان با افراد مسن کار می‌کنند و به آنها روان‌پزشک سالمندان گفته می‌شود. کسانی که در محیط کار روان‌پزشکی می‌کنند در ایالات متحده روان‌پزشک شغلی نامیده می‌شوند و روان‌شناسی شغلی نامی است که برای مشابه‌ترین رشته در انگلیس استفاده می‌شود. روانپزشکانی که در دادگاه کار می‌کنند و به قاضی و هیئت منصفه گزارش می‌دهند، هم در پرونده‌های جنایی و هم در دادگاه‌های مدنی، روانپزشکان قانونی نامیده می‌شوند، آنها همچنین مجرمان دچار بیماری روانی و سایر بیماران را که شرایط آنها به گونه ای است که مجبور به درمان در واحدهای ایمن هستند، معالجه می‌کنند.
روانپزشکان ممکن است در زمینه‌های دیگری مثل دارودرمانی روان‌پزشکی، روان درمانی، ژنتیک روان‌پزشکی، تصویربرداری عصبی، اختلالات مرتبط با زوال عقل مانند بیماری آلزایمر، اختلال کم توجهی بیش فعالی (ADHD)، پزشکی خواب، پزشکی درد، پزشکی تسکینی، اختلالات خوردن، اختلالات جنسی، سلامت زنان، سلامت روان جهانی، مداخلات زودرس در روان پریشی، اختلالات خلقی و اضطرابی مانند اختلال وسواس فکری عملی (OCD) و اختلال استرس پس از سانحه (PTSD) هم تخصص داشته باشند.